# Bằng Tường
Bằng Tường (tiếng Trung: 凭祥市, Hán Việt: Bằng Tường thị, bính âm: Píngxiáng Shì; tiếng Tráng: Bingzsiengz Si), là một thành phố cấp phó địa khu thuộc thành phố cấp địa khu Sùng Tả của khu tự trị dân tộc Choang Quảng Tây, Trung Quốc. Thành phố này giáp với huyện Cao Lộc, tỉnh Lạng Sơn của Việt Nam, có diện tích là 650 km², dân số năm 2011 là 180.000 người. Các dân tộc sinh sống ở đây gồm: Hán, Dao, Miêu, Kinh. Đây là nơi diễn ra trận Trấn Nam Quan trong thời kỳ chiến tranh Pháp-Trung. Mã số bưu chính là 532600, mã số điện thoại là 0771. Thành phố này là nơi giao thương quan trọng với Việt Nam. Năm 1979 quân đội Trung Quốc tấn công Việt Nam từ nơi này qua Hữu Nghị Quan và chính thành phố này cũng bị quân đội Việt Nam tấn công nhưng chỉ nhằm mục đích gây rối.

## Vị trí địa lý
Thành phố Bằng Tường rộng 650 km². Phía bắc giáp Long Châu, phía đông giáp Ninh Minh, nằm trong tỉnh Quảng Tây, phía tây và nam giáp Lạng Sơn, Việt Nam. Ở đây có tuyến đường sắt xuất phát từ Hà Nội. Đây là thành phố đang có kế hoạch kết nghĩa với Việt Nam. Dân tộc nơi đây chủ yếu là Hán, Choang,...

## Dân số
Các dân tộc sống ở đây có: người Choang, người Hán, người Hồi và người Miêu, và có dân số là 106.400 người (2010), người Choang chiếm 83,5%.

## Hành chính
Bằng Tường bao gồm 4 trấn và 1 đơn vị ngang cấp hương.
- Trấn:
  - Bằng Tường
  - Thượng Thạch
  - Hạ Thạch
  - Hữu Nghị
- Đơn vị ngang cấp hương:
  - Khu bảo thuế tổng hợp Bằng Tường - Quảng Tây